# MoIP
MoIP é um acrônimo para a expressão em língua inglesa mobile comunications over Internet Protocol, comunicação móvel sobre protocolo de Internet, onde se utiliza comunicação peer-to-peer, incluindo chat e voz sobre IP em aparelhos celulares ou telemóveis que possuam 3G, GPRS e Wi-Fi.